# Eskulin

Strukturformel för eskulin.

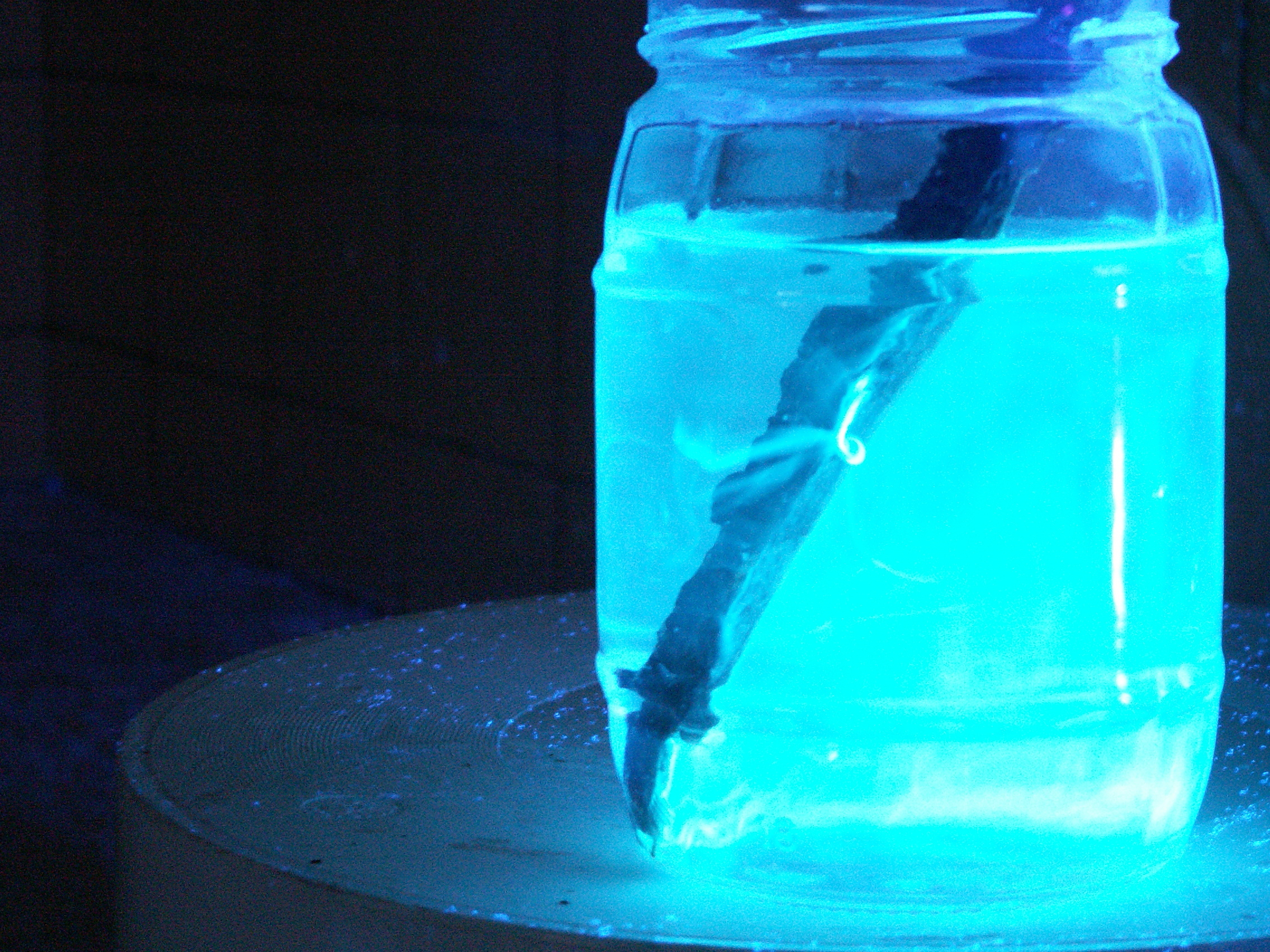
Fluorescens hos eskulin.

Eskulin eller aeskulin är en glykosid med summaformeln C15H16O9 som bland annat förekommer i barken av hästkastanjen (Aesculus hippocastanum). Eskulin spjäklas av syror i glukos och eskuletin, som är inre anhydrid till en trioxikanelsyra.
Eskulin uppvisar fluorescens.